# خالد كمال ياسين
خالد كمال ياسين (بالإنجليزية: Khalid Kamal Yaseen) (مواليد 10 أكتوبر 1982) عداء مسافات طويلة بحريني الجنسية كيني المولد متخصص في سباق الماراثون.
ولد في كينيا باسم بيتر نديغوا ولكن تم تغيير اسمه وجنسيته في عام 2005. فاز بالميدالية الفضية في دورة الألعاب الآسيوية 2006. حقق المركز التاسع والعشرين في بطولة العالم لألعاب القوى 2007 وفي المركز التاسع والثلاثين في بطولة العالم لاختراق الضاحية 2008 وفي المركز الأربعين في بطولة العالم لألعاب القوى 2009. فاز بماراثون مدريد في عام 2009.
أفضل رقم شخصي في سباق 10000 متر كان 28:10.89 دقيقة حققه في يونيو 2006 في نيربيلت وفي سباق نصف الماراثون 1:02.35 ساعة حققه في أبريل 2005 في المنامة. وفي سباق الماراثون 2:11.43 ساعة وحققه في مايو 2008 في دوسلدورف.

## الإنجازات
| العام | البطولة                   | الملعب  | المركز | السباق        | الزمن        |
| ----- | ------------------------- | ------- | ------ | ------------- | ------------ |
| 2006  | دورة الألعاب الآسيوية     | الدوحة  | 2      | الماراثون     | 2:15:36 ساعة |
| 2007  | بطولة العالم لألعاب القوى | أوساكا  | 29     | الماراثون     | 2:26:32 ساعة |
| 2007  | دورة الألعاب العربية      | القاهرة | 5      | نصف الماراثون | 1:05.33 ساعة |
| 2009  | بطولة العالم لألعاب القوى | برلين   | 40     | الماراثون     | 2:20:11 ساعة |
| 2010  | دورة الألعاب الآسيوية     | غوانزو  | 5      | الماراثون     | 2:15:52 ساعة |
| 2011  | بطولة العالم لألعاب القوى | دايغو   | –      | الماراثون     | لم يكمل      |
| 2011  | دورة الألعاب العربية      | الدوحة  | 2      | نصف الماراثون | 1:04:31 ساعة |

## روابط خارجية
- خالد كمال ياسين على موقع الاتحاد الدولي لألعاب القوى (الإنجليزية)